# Overly
La ville d’Overly est située dans le comté de Bottineau, dans l’État du Dakota du Nord, aux États-Unis. Sa population s’élevait à 18 habitants lors du recensement de 2010, estimée à 17 habitants en 2018.

## Histoire
Overly a été fondée en 1905.

## Démographie
| Groupe            | Overly | Dakota du Nord | États-Unis |
| ----------------- | ------ | -------------- | ---------- |
| Blancs            | 83,3   | 90,0           | 72,4       |
| Amérindiens       | 16,7   | 5,4            | 0,9        |
| Autres            | 0      | 4,6            | 26,7       |
| Total             | 100    | 100            | 100        |
|                   |        |                |            |
| Latino-Américains | 0      | 2,0            | 16,7       |

Selon l’American Community Survey, pour la période 2011-2015, 100 % de la population âgée de plus de 5 ans déclare parler l’anglais à la maison.
Le revenu par habitant était en moyenne de 32 325 dollars par an entre 2012 et 2016, inférieur à la moyenne du Dakota du Nord (33 107 dollars), mais supérieur à la moyenne nationale (29 829 dollars). Sur cette même période, 65 % des habitants de Overly vivaient sous le seuil de pauvreté (contre 11,2 % dans l’État et 12,7 % à l’échelle des États-Unis).
| 1910 | 1920 | 1930 | 1940 | 1950 | 1960 |
| ---- | ---- | ---- | ---- | ---- | ---- |
| 182  | 193  | 154  | 125  | 90   | 65   |

| 1970 | 1980 | 1990 | 2000 | 2010 | - |
| ---- | ---- | ---- | ---- | ---- | - |
| 28   | 25   | 25   | 19   | 18   | - |

## Source
- (en) Cet article est partiellement ou en totalité issu de l’article de Wikipédia en anglais intitulé « Overly, North Dakota » (voir la liste des auteurs).